# Diego Luna
Diego Dionisio Luna Alexander (Toluca, 29 de dezembro de 1979) é um ator, produtor, diretor e roteirista mexicano. É conhecido pelos seus papéis em filmes como Y tu mamá también (onde contracena com o seu amigo de infância, Gael García Bernal), Dirty Dancing: Havana Nights, Elysium e Rogue One: A Star Wars Story.

## Biografia
Diego tinha dois anos de idade. Trabalhava na indústria cinematográfica e tinha certeza que esta era a vida que Diego escolheria. Seu pai também reforçou a importância do teatro e das artes em sua vida. A juventude o faria se aproximar cada vez mais dos sets, despertando nele todos os diferentes aspectos de sua arte, promovendo o seu desejo de se tornar um ator e defender uma tradição familiar.
Diego casou-se com a atriz mexicana Camila Sodi em fevereiro de 2008. Têm um filho chamado Jerónimo (n. agosto de 2008) e uma filha chamada Fiona (n. julho de 2010), que recebeu o nome em homenagem à mãe de Diego. No dia 21 de abril de 2013, Diego e Camila anunciaram a separação após 5 anos de casamento.
Em conjunto com o seu amigo de infância, Gael García Bernal, Diego fundou a Ambulante A.C., uma organização sem fins lucrativos que tem como objetivo exibir documentários em locais onde estes raramente chegam. Em 2011, a organização recebeu o prémio de Direitos Humanos da Washington Office on Latin America (WOLA).

## Carreira

### Representação
Iniciou sua carreira no cinema aos seis anos, estrelando em uma peça chamada De Filme. Seu primeiro papel em telonas foi aos onze anos, quando estrelou na curta-metragem, El Ultimo Fin de Año. No ano seguinte participou de sua primeira telenovela, Vovô e Eu, Gael García Bernal interpretou o papel título. Depois de Vovô e Eu, Diego começou a receber mais e mais convites para trabalhar em peças de teatro, cinema e TV. Alternando cinema e televisão na década de 1990, sua grande oportunidade veio em 2001 quando foi aclamado no filme Y tu mamá también, que se tornou um sucesso mundial. Diego estrelou mais uma vez ao lado Gael García Bernal, interpretando “Tenoch Iturbide”. Em 2002, veio o premiado Frida, com Salma Hayek. Estrelou ao lado de Bon Jovi em Vampires: Los Muertos. Filmou também o western Open Range, em seguida Dirty Dancing: Havana Nights, bem como The Terminal com Tom Hanks, e Criminal com John C. Reilly. Em 2008, ele apareceu em Milk, filme baseado na vida do político e ativista gay Harvey Milk, Luna interpretou o amante extravagante, mas emocionalmente instável, “Jack Lira”. Em 2011 participou do clipe da cantora Katy Perry, The One That Got Away, interpretando seu amor da juventude.

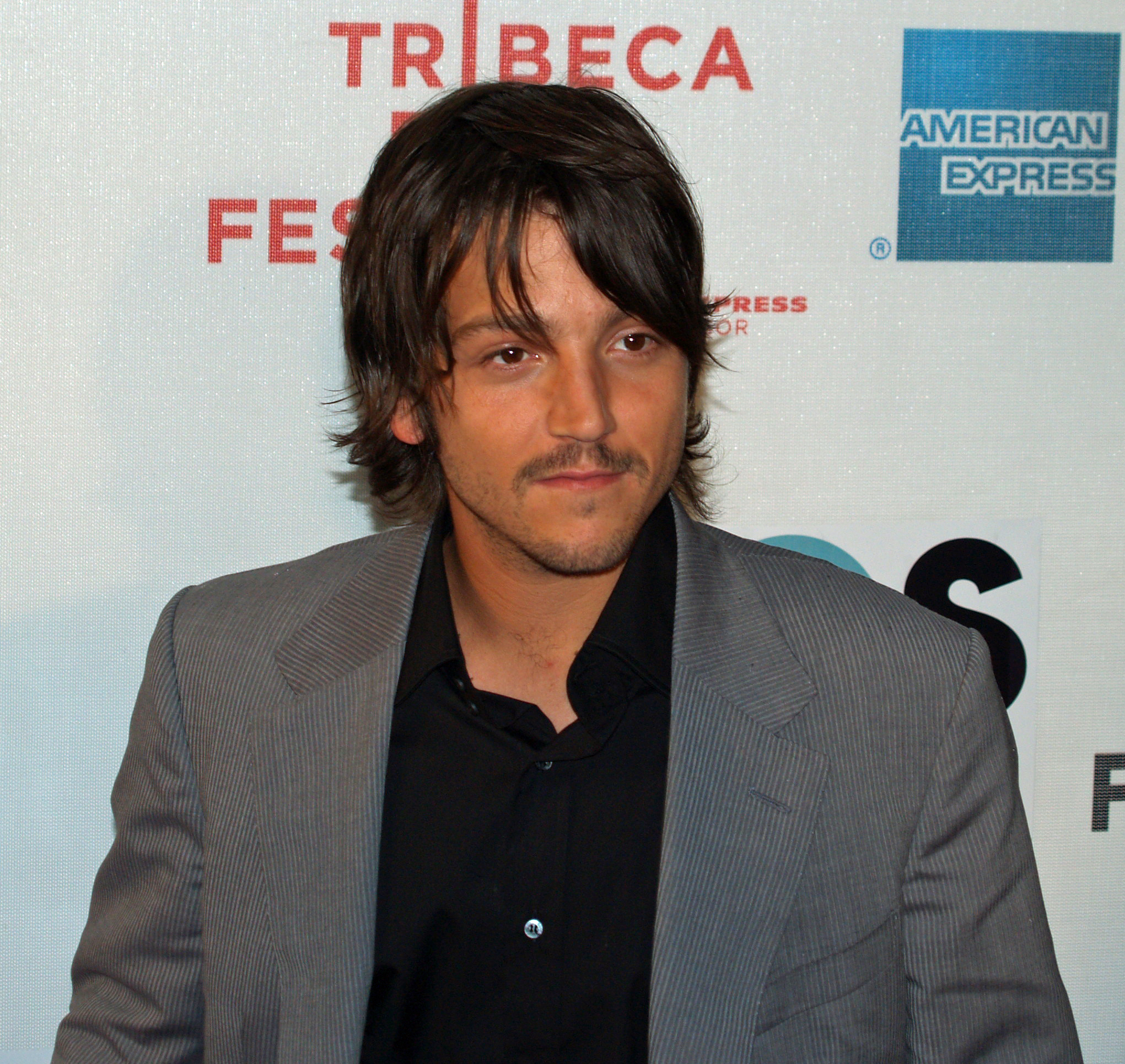
Diego Luna no Festival de Cinema de Tribeca em 2007.

Em 2012, interpretou o papel de Raul em Casa de mi padre, uma comédia norte-americana falada em espanhol e protagonizada por Will Ferrell. No ano seguinte, foi Julio no filme de ficção científica Elysium, protagonizado por Matt Damon e Jodie Foster. Em 2015, interpretou o papel de Giacomo Casanova no piloto do que seria uma série do serviço de streaming Amazon Video, no entanto a série não chegou a ser encomendada. No mesmo ano, desempenhou um papel de destaque no filme Blood Father, protagonizado por Mel Gibson.
2016 foi um dos anos de maior sucesso da sua carreira. Para além de ter sido convidado para fazer parte do júri da competição Un Certain Regard do Festival de Cannes, estreou o filme Rogue One: A Star Wars Story, o primeiro spin-off cinematográfico da saga Star Wars do qual é um dos protagonistas. No filme, Diego desempenha o papel de Cassian Andor, um soldado da Aliança Rebelde que desempenha um papel fulcral na descoberta dos planos de construção da Estrela da Morte e na sua consequente destruição. Em 2017, desempenha o papel de Ray no remake do filme de 1990, Flatliners.

### Produção e realização
Diego é o fundador e dono de duas companhias de produção de cinema e televisão: Canana Films e Gloria. A primeira é uma companhia fundada em 2005 por Luna e Gael García Bernal que se dedica à produção de cinema e televisão maioritariamente em língua espanhola. Um dos seus projetos de maior destaque foi uma série de documentários televisivos sobre os homicídios por resolver de 300 mulheres na fronteira da cidade de Ciudad Juárez. Gloria foi fundada em 2015 por Luna, Pablo Cruz e Eric Bonniot com o objetivo de produzir materiais em inglês e espanhol e dar visibilidade à comunidade latina dos Estados Unidos.
Diego já realizou seis projetos, entre eles o filme mexicano Abel, que também escreveu em conjunto com Augusto Mendoza. O filme segue a história de um menino que confunde a realidade com a fantasia quando assume a responsabilidade de cuidar da família na ausência do pai. O filme recebeu críticas positivas e venceu o prémio Silber Ariel de Melhor Argumento. Em 2016, Diego voltou a escrever e a realizar um filme: Mr. Pig. Protagonizado por Maya Rudolph e Danny Glover. o filme segue uma viagem de carro que um norte-americano faz pelo México.

## Filmografia
| Filmes      | Filmes                       | Filmes                                          | Filmes                          |
| Ano         | Título                       | Papel                                           | Notas                           |
| ----------- | ---------------------------- | ----------------------------------------------- | ------------------------------- |
| 1982        | Antonieta                    |                                                 | Não creditado                   |
| 1991        | El último fin de año         |                                                 | Curta-metragem                  |
| 1994        | Ámbar                        | Muni Frahabarana                                |                                 |
| 1995        | Un hilito de sangre          | León                                            |                                 |
| 1995        | Morena                       | Dos                                             |                                 |
| 1997        | 1,2,3 por mi                 |                                                 | Curta-metragem                  |
| 1999        | Todo el poder                | Esteban                                         |                                 |
| 1999        | Perriférico                  |                                                 |                                 |
| 1999        | El cometa                    | Victor                                          |                                 |
| 1999        | Un dulce olor a muerte       | Ramón                                           |                                 |
| 2000        | Before Night Falls           | Carlos                                          |                                 |
| 2001        | Todos los aviones del mundo  |                                                 | Curta-metragem                  |
| 2001        | Y tu mamá también            | Tenoch Iturbide                                 |                                 |
| 2001        | Atlético San Pancho          | Carteiro                                        | Javier                          |
| 2002        | Fidel                        | Renato Guitart                                  | Para TV                         |
| 2002        | Ciudades oscuras             | Fede                                            |                                 |
| 2002        | Frida                        | Alejandro "Alex"                                |                                 |
| 2002        | Vampires: Los Muertos        | Sancho                                          |                                 |
| 2003        | Soldados de Salamina         | Gastón                                          |                                 |
| 2003        | Carambola                    |                                                 |                                 |
| 2003        | Open Range                   | Button                                          |                                 |
| 2003        | Nicotina                     | Lolo                                            |                                 |
| 2004        | Dirty Dancing: Havana Nights | Javier Suarez                                   |                                 |
| 2004        | The Terminal                 | Enrique Cruz                                    |                                 |
| 2004        | Criminal                     | Rodrigo                                         |                                 |
| 2006        | Sólo Diós sabe               | Damián                                          |                                 |
| 2006        | Un mundo maravilloso         | Repórter em Estocolmo                           | Creditado como Alexander García |
| 2006        | Fade to Black                | Tommaso Moreno                                  |                                 |
| 2007        | El búfalo de la noche        |                                                 |                                 |
| 2007        | Mister Lonely                | Michael Jackson                                 |                                 |
| 2008        | Milk                         | Jack Lira                                       |                                 |
| 2008        | Solo quiero caminar          | Gabriel                                         |                                 |
| 2008        | Rudo y Cursi                 | Beto                                            |                                 |
| 2010        | Horse                        |                                                 |                                 |
| 2010        | In the Playground            |                                                 |                                 |
| 2012        | Contrabando                  | Gonzalo                                         |                                 |
| 2012        | Casa de mi padre             | Raul                                            |                                 |
| 2013        | Elysium                      | Julio                                           |                                 |
| 2014        | The Book of Life             | Manolo                                          | Dublagem                        |
| 2016        | Blood Father                 | Jonah                                           |                                 |
| 2016        | The Bad Batch                | John                                            |                                 |
| 2016        | Rogue One: A Star Wars Story | Cassian Andor                                   |                                 |
| 2017        | Flatliners                   | Ray                                             |                                 |
| Telenovelas |                              |                                                 |                                 |
| Ano         | Título                       | Papel                                           | Notas                           |
| 1989        | Carrossel                    |                                                 |                                 |
| 1992        | Vovô e Eu                    | Luis                                            |                                 |
| 1995        | El Premio Mayor              | Quique                                          |                                 |
| 1998        | El Amor de Mi Vida           | Claudio                                         |                                 |
| 1999        | La Vida En El Espejo         | Eugenio Román Franco                            |                                 |
| Seriados    |                              |                                                 |                                 |
| Ano         | Título                       | Papel                                           | Notas                           |
| 2018        | Narcos: México               | Félix Gallardo (líder do Cartel de Guadalajara) | 1ª temporada                    |
| 2020        | Narcos: México               | Félix Gallardo (líder do Cartel de Guadalajara) | 2ª temporada                    |
| 2022        | Andor                        | Cassian Andor                                   |                                 |

## Prêmios e Indicações
| Prêmios | Prêmios   | Prêmios                              | Prêmios                                          | Prêmios                   |
| Ano     | Resultado | Premiação                            | Categoria                                        | Título                    |
| ------- | --------- | ------------------------------------ | ------------------------------------------------ | ------------------------- |
| 2001    | Venceu    | Marcello Mastroianni Award           |                                                  | E Sua Mãe Também          |
| 2001    | Venceu    | Valdivia International Film Festival |                                                  | E Sua Mãe Também          |
| 2002    | Indicado  | MTV Movie Award (América Latina)     | Melhor Beijo                                     | E Sua Mãe Também          |
| 2002    | Indicado  | MTV Movie Award (América Latina)     | Melhor Insulto e Melhor Beijo                    | E Sua Mãe Também          |
| 2004    | Indicado  | MTV Movie Award (México)             |                                                  | Nicotina                  |
| 2004    | Venceu    | MTV Movie Award (México)             | Ator Favorito, Melhor Performance e Pior Fumante | Nicotina                  |
| 2009    | Indicado  | Screen Actors Guild Awards           | Performance Marcante em Elenco de Filme          | Milk - A Voz da Igualdade |
| 2009    | Indicado  | Goya Awards                          | Melhor Ator                                      | Solo quiero caminar       |
| 2009    | Indicado  | CEC Award                            | Melhor Ator                                      | Solo quiero caminar       |
| 2009    | Venceu    | Critics' Choice Award                | Melhor Elenco                                    | Milk - A Voz da Igualdade |
| 2023    | Indicado  | Critics Choice Television Awards     | Melhor Ator em Série Dramática                   | Andor                     |